# Nicolas Sarkozy
Nicolas Paul Stéphane Sarközy de Nagy-Bocsa (wym. nikɔla saʁkɔziⓘ; ur. 28 stycznia 1955 w Paryżu) – francuski polityk, w latach 2007–2012 prezydent Republiki Francuskiej i z urzędu współksiążę Andory. W latach 2004–2007 i 2014–2015 przewodniczący Unii na rzecz Ruchu Ludowego, następnie do 2016 lider powstałej z przekształcenia UMP partii Republikanie. Były minister w kilku rządach, deputowany i poseł do Parlamentu Europejskiego.

## Życiorys

### Pochodzenie i wykształcenie
Syn węgierskiego imigranta Pála Sárközy de Nagy-Bócsa i Andrée Mallah. Dziadek ze strony matki, Benedykt Mallah (urodzony jako Aaron Mallah), był greckim Żydem pochodzącym z Salonik, który w wieku 14 lat wraz ze swoją matką wyemigrował do Francji, gdzie przeszedł na katolicyzm.
Pál Sárközy wywodził się ze szlacheckiego rodu, posiadającego majątki ziemskie w miejscowości Alattyán (około 90 km od Budapesztu). Po zakończeniu II wojny światowej, w obawie przed represjami ze strony komunistów wyemigrował początkowo do Niemiec. W 1959 rodzice Nicolasa Sarkozy’ego rozstali się, jego matka wraz z dziećmi wróciła do swojego ojca, będącego wówczas znanym paryskim lekarzem. W 1973 rodzina przeniosła się do Neuilly-sur-Seine.
Nicolas Sarkozy został wychowany w tradycji katolickiej. Ukończył prywatną katolicką szkołę średnią Cours Saint-Louis de Monceau w Paryżu. Został absolwentem prawa na Université de Paris X i po zdaniu egzaminu państwowego został prawnikiem specjalizującym się we francuskim prawie gospodarczym. Studiował również nauki polityczne w Instytucie Nauk Politycznych w Paryżu (Sciences Po).

### Działalność publiczna do 2007
W wieku 22 lat został najmłodszym członkiem rady miejskiej miasta Neuilly-sur-Seine. Mandat radnego sprawował tu nieprzerwanie przez 30 lat. W 1983 wybrano go na urząd mera Neuilly-sur-Seine, funkcję tę pełnił do 2002. W administracji terytorialnej pełnił także funkcje radnego rady generalnej departamentu Hauts-de-Seine (1985–1988, 2004–2007), w tym jej wiceprzewodniczącego (1986–1988). Od 1983 do 1988 był radnym regionalnym Île-de-France.
Od końca lat 70. pełnił kierownicze funkcje w gaullistowskim Zgromadzeniu na rzecz Republiki. Był przewodniczącym młodzieżowego komitetu wsparcia Jacques’a Chiraca, członkiem komitetu centralnego RPR, sekretarzem krajowym ds. młodzieży, koordynatorem w wyborach europejskich, zastępcą sekretarza generalnego.
W 1988 po raz pierwszy uzyskał mandat deputowanego do Zgromadzenia Narodowego z 6. okręgu wyborczego departamentu Hauts-de-Seine. Do niższej izby francuskiego parlamentu skutecznie kandydował w kolejnych wyborach, zasiadając w nim do 2005 (z przerwami na czas pełnienia funkcji rządowych).
29 marca 1993 wszedł w skład rządu Édouarda Balladura jako minister ds. budżetu i rzecznik prasowy rządu. Od 19 lipca 1994 był jednocześnie ministrem łączności. W wyborach prezydenckich w 1995 poparł kandydaturę urzędującego premiera (był szefem jego sztabu wyborczego i rzecznikiem prasowym), chociaż RPR wysunął paryskiego mera i swojego lidera, Jacques’a Chiraca. Po zwycięstwie tego ostatniego Nicolas Sarkozy odszedł z administracji rządowej.
W 1998 został sekretarzem generalnym Zgromadzenia na rzecz Republiki. W 1999 był liderem listy RPR-Demokracji Liberalnej w wyborach do Parlamentu Europejskiego. Mandat europosła sprawował przez niespełna dwa miesiące, należąc do grupy EPP-ED. Po dymisji Philippe’a Séguina w tym samym roku pełnił obowiązki przewodniczącego RPR.
W 2002 po reelekcji Jacques’a Chiraca wyborach prezydenckich, 7 maja tego samego roku został mianowany ministrem spraw wewnętrznych w rządzie Jean-Pierre’a Raffarina. Zaangażował się w utworzenie Unii na rzecz Większości Prezydenckiej, przekształconej w Unię na rzecz Ruchu Ludowego. 31 marca 2004, po reorganizacji gabinetu, objął urząd ministra stanu i jednocześnie ministra ekonomii, finansów oraz przemysłu.
Po dymisji Alaina Juppé z kierowania ludowcami, na nadzwyczajnym kongresie Nicolas Sarkozy uzyskał ponad 85% głosów, obejmując stanowisko przewodniczącego 28 listopada 2004. Dzień później zrezygnował ze stanowiska ministra, a 13 marca 2005 powrócił do sprawowania mandatu poselskiego.
31 maja 2005 powrócił do rządu. W nowo utworzonym gabinecie Dominique’a de Villepin został ministrem stanu oraz ministrem spraw wewnętrznych.

### Wybory prezydenckie w 2007
14 stycznia 2007 członkowie Unii na rzecz Ruchu Ludowego zadecydowali większością 98,1% głosów, że to Nicolas Sarkozy zostanie jej jedynym kandydatem w wyborach prezydenckich w tym samym roku.
26 marca 2007 Nicolas Sarkozy zrezygnował z zajmowanych funkcji rządowych w celu poświęcenia się udziałowi w kampanii prezydenckiej. 22 kwietnia 2007 wygrał pierwszą turę wyborów, uzyskując wynik 31,11%. Przed drugą turą spośród konkurentów został poparty jedynie przez Philippe’a de Villiers. Nie uzyskał poparcia ze strony lidera Unii na rzecz Demokracji Francuskiej, François Bayrou (który zajął 3. miejsce w głosowaniu), jednak za jego kandydaturą publicznie opowiedziała się większość deputowanych UDF. Według ujawnionego w 2012 dokumentu jego kampanię miał rzekomo wesprzeć kwotą 50 mln euro ówczesny rząd libijski.
W drugiej turze 6 maja 2007 Nicolas Sarkozy pokonał kandydatkę Partii Socjalistycznej, Ségolène Royal, uzyskując ponad 53% głosów. Uroczyste objęcie urzędu Prezydenta Republiki Francuskiej na pięcioletnią kadencję odbyło się 16 maja 2007.

### Prezydentura

#### Polityka krajowa
Dwa dni po wyborach Nicolas Sarkozy mianował François Fillona na stanowisko premiera. W nowym rządzie 6 na 15 tek ministerialnych objęły kobiety. Ministrem spraw zagranicznych został socjalista Bernard Kouchner, ministrem obrony Hervé Morin (lider wspierającej prezydenta partii Nowe Centrum), ministrem spraw wewnętrznych była minister obrony, Michèle Alliot-Marie, ministrem stanu były premier, Alain Juppé. Po wygranych przez UMP i jej sojuszników wyborach parlamentarnych w tym samym roku, zaprzysiągł drugi gabinet tego samego premiera z niewielkimi zmianami w składzie. W grudniu 2007 przywołał „chrześcijańskie korzenie Francji” w słynnym przemówieniu w bazylice św. Jana na Lateranie w Rzymie (prezydent Francji jako sukcesor królów Francji jest kanonikiem honorowym bazyliki).
W ciągu pierwszego roku przeprowadził ponad 50 reform. Krytykowany za brak powagi i arbitralny styl rządzenia, w przemówieniu z kwietnia 2008 zadeklarował kontynuowanie zmian w gospodarce. Łącznie jego zaplecze w tym samym roku opracowało pakiet 300 ustaw, zakładających prywatyzację, ograniczenie biurokracji i obniżenie składek ubezpieczeniowych. W lipcu 2008 parlament francuski przyjął ustawę wprowadzającą elastyczne rozwiązania w zakresie czasu pracy.

#### Polityka zagraniczna

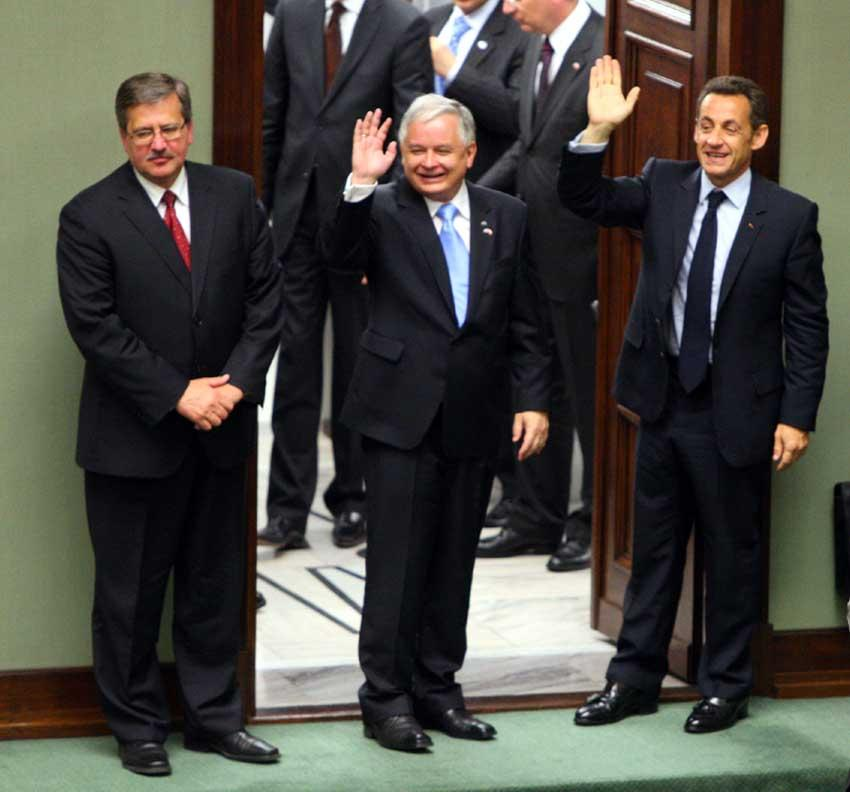
Nicolas Sarkozy podczas wizyty w Sejmie, 28 maja 2008

W przemówieniu dotyczącym polityki zagranicznej Francji wygłoszonym 27 sierpnia 2007 zaproponował powołanie tzw. grupy mędrców. Tematem pracy tego gremium miała być przyszłość Europy w latach 2020–2030. Poparł również rozszerzenie grupy G8 do G13 poprzez dołączenie Chin, Indii, Meksyku, Brazylii i RPA. Doprowadził do powrotu Francji do struktur wojskowych NATO.
Nicolas Sarkozy należy do przeciwników akcesji Turcji do Unii Europejskiej. Opowiada się jednocześnie za koncepcją Unii na rzecz Regionu Morza Śródziemnego, która byłaby stowarzyszona z Unią Europejską, a w jej skład wchodziłyby państwa basenu Morza Śródziemnego.
Tuż po wyborach prezydenckich brał udział w negocjacjach unijno-libijskich w sprawie uwolnienia bułgarskich pielęgniarek. Po sukcesie rokowań, złożył wizytę w Libii, gdzie podpisał umowy gospodarcze z przywódcą tego państwa, Muammarem al-Kaddafim.

### Wybory prezydenckie w 2012
W 2012 Nicolas Sarkozy ogłosił, że będzie się ubiegał o reelekcję w wyborach prezydenckich rozpisanych na 22 kwietnia i 6 maja 2012. Wystartował pod hasłem La France Forte („Silna Francja”), uzyskał poparcie ze strony Angeli Merkel i Davida Camerona.
Nicolas Sarkozy w czasie pierwszej kadencji tracił na popularności, stając się jednym z najmniej popularnych prezydentów V Republiki. Postrzegany jest jako „prezydent bogatych”, wypomina mu się obniżenie podatków dla najbogatszych Francuzów oraz to, że zwycięstwo wyborcze w 2007 świętował w ekskluzywnej paryskiej restauracji Fouquet’s z zamożnymi biznesmenami. Krytykowano jego upodobanie do blichtru i epatowanie swoim życiem prywatnym.
W pierwszej turze ubiegający się o reelekcję prezydent zajął drugie miejsce. Otrzymał około 9,75 miliona głosów (27,18%), przechodząc do drugiej tury głosowania, w której przegrał z wynikiem ponad 48% głosów z kandydatem socjalistów, którym był François Hollande. Stał się tym samym drugim prezydentem V Republiki (pierwszym był urzędujący siedem lat Valéry Giscard d’Estaing), który nie uzyskał reelekcji na drugą kadencję.

### Działalność publiczna od 2012
Jako były prezydent został z urzędu członkiem Rady Konstytucyjnej, w której zasiadł po raz pierwszy 19 czerwca 2012.
W listopadzie 2014 Nicolas Sarkozy wystartował na przewodniczącego Unii na rzecz Ruchu Ludowego w wyborach. W wyborach mogli wziąć udział wszyscy zarejestrowani członkowie partii. W głosowaniu tym zwyciężył, uzyskując 64,5% głosów i pokonując dwóch byłych centroprawicowych ministrów. Były prezydent zadeklarował dążenie do przekształcenia partii w nowe ugrupowanie, proponując powołanie na bazie UMP partii Republikanie. Zaakceptowało to ponad 83% biorących udział w głosowaniu członków ugrupowania. 30 maja 2015 odbył się kongres Republikanów, co faktycznie zakończyło okres funkcjonowania UMP. Nicolas Sarkozy objął kierownictwo również w nowym ugrupowaniu. W 2015 został doktorem honoris causa Moskiewskiego Państwowego Instytutu Stosunków Międzynarodowych.
W lipcu 2016 Nicolas Sarkozy zapowiedział rezygnację z kierowania partią, by zaangażować się w kampanię przed prawyborami prezydenckimi na centroprawicy. W sierpniu tegoż roku pełniącym obowiązki przewodniczącego partii został Laurent Wauquiez. W listopadzie 2016 kandydował w prawyborach mających wyłonić kandydata Republikanów na prezydenta w wyborach w 2017. W pierwszej turze głosowania zajął trzecie miejsce, przegrywając z François Fillonem (którego następnie poparł) i Alainem Juppé.
W lutym 2017 Nicolas Sarkozy wszedł w skład rady administracyjnej przedsiębiorstwa AccorHotels zarządzającego siecią hoteli Sofitel oraz Ibis. W marcu 2018 został zatrzymany, zarzucono mu nielegalne finansowanie kampanii z 2007 pieniędzmi przyjętymi od libijskiego dyktatora Mu’ammara al-Kaddafiego, po czym po przesłuchaniu zwolniono.
W marcu 2021 paryski sąd karny skazał Nicolasa Sarkozy’ego w pierwszej instancji na karę 3 lat pozbawienia wolności (w tym 2 lat z warunkowym zawieszeniem) za przestępstwa korupcji i powoływania się na wpływy polityczne. We wrześniu 2021 w innym postępowaniu został nieprawomocnie skazany na karę 1 roku pozbawienia wolności w dozorze elektronicznym za nielegalne finansowanie kampanii wyborczej w 2012. W maju 2023 sąd odwoławczy utrzymał skazanie orzeczone na mocy pierwszego z tych wyroków, orzekając dodatkowo zakaz pełnienia funkcji publicznych przez trzy lata i wyrażając zgodę na odbycie kary bezwzględnej w dozorze elektronicznym.

## Odznaczenia

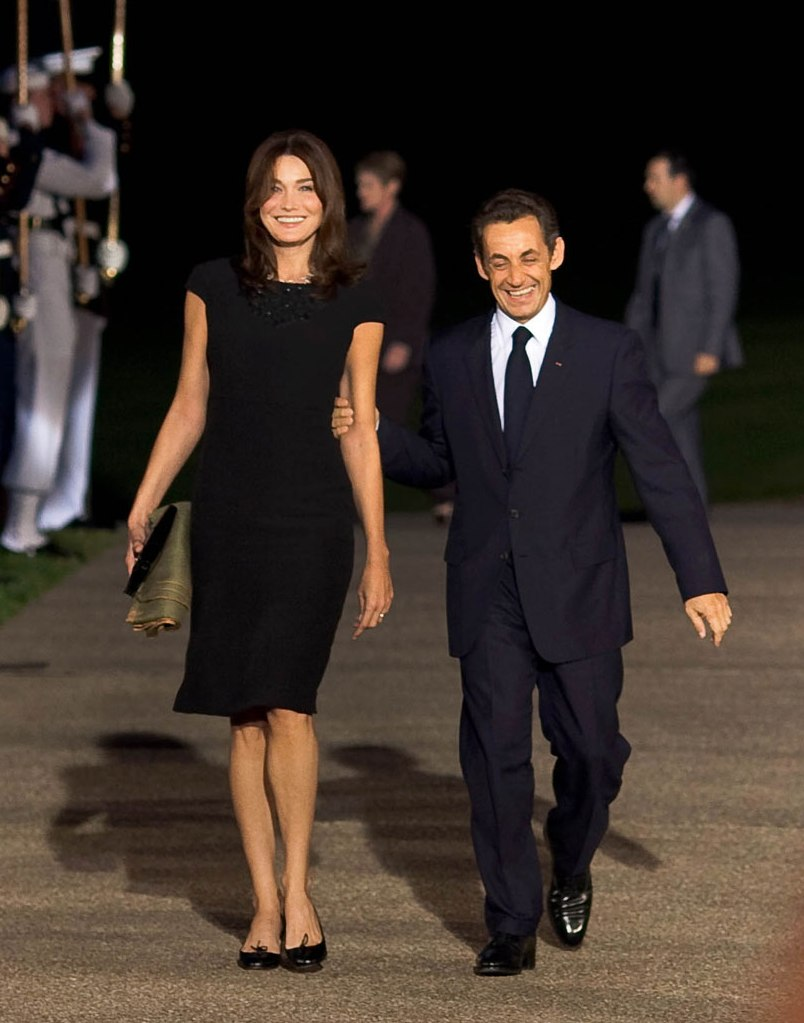
Nicolas Sarkozy z żoną Carlą Bruni

- Krzyż Wielki Legii Honorowej (2007, ex officio; pozbawiony w 2025[32])
- Krzyż Wielki Orderu Narodowego Zasługi (2007, ex officio; pozbawiony w 2025[32])
- Krzyż Wielki Orderu Świętego Karola (2008, Monako)[33]
- Krzyż Wielki Orderu Łaźni (2008, Wielka Brytania)[34]
- Order Złotego Runa (2012, Hiszpania)[35]
- Krzyż Wielki Orderu Karola III (2004, Hiszpania)[36]
- Order Księcia Jarosława Mądrego I klasy (2010, Ukraina)[37]
- Order Złotego Orła (2009, Kazachstan)[38]
- Order Zwycięstwa Świętego Jerzego (2011, Gruzja)[39]

## Życie prywatne
Pierwszą żoną Nicolasa Sarkozy’ego była od 1982 do 1992 Marie-Dominique Culioli, z którą ma dwóch synów. W 1996 ożenił się z Cécilią Ciganer-Albéniz, z którą ma syna. W 2007 małżeństwo zakończyło się rozwodem.
W 2008 Nicolas Sarkozy zawarł związek małżeński z włoską modelką i piosenkarką Carlą Bruni. W 2011 urodziła się ich córka.